# Тоні Ебботт
Тоні Ебботт (Ентоні Джон Ебботт, англ. Anthony John «Tony» Abbott; нар. 4 листопада 1957, Лондон, Велика Британія) — австралійський політик, лідер опозиції з 1 грудня 2009 року до 18 вересня 2013 року і керівник Ліберальної партії з 1 грудня 2009 до 14 вересня 2015 року, міністр охорони здоров'я в 2003—2007 роках в уряді Джона Говарда.
Прем'єр-міністр Австралії з 2013 до 2015 року.

## Біографія
Ебботт народився в Лондоні в родині батьків-австралійців. 1960 року разом із сім'єю повернувся до Австралії, жив у Сіднеї. Навчався в Сіднейському університеті, де здобув два ступені бакалавра — з економіки та права. В університеті також займався боксом і був керівником студентського самоврядування. Після закінчення університету в Сіднеї отримав стипендію Родса і продовжив навчання в Оксфордському університеті, де здобув ступінь магістра. 1983 року вступив до католицької семінарії, але провчився там недовго. Пізніше працював журналістом і завдяки своїй роботі у великих австралійських виданнях став популярним.
У 1993—1994 був виконавчим директором об'єднання Австралійці за конституційну монархію, 1994 року обраний до Палату представників. У 2001—2003 обіймав посаду міністра у справах зайнятості та трудових відносин, у 2003—2007 — міністра охорони здоров'я. Після поразки панівної коаліції на парламентських виборах 2007 року Ебботт деякий час був тіньовим міністром у справах сім'ї, комунальних послуг та аборигенів. 1 грудня 2009 Ебботт став лідером Ліберальної партії, у зв'язку з чим автоматично став лідером опозиції.
Після оголошення новим прем'єр-міністром Австралії Джулії Гіллард Ебботт став кандидатом від опозиції на посаду прем'єр-міністра.
На парламентських виборах 2013 очолювана Ебботом коаліція Ліберальної і Національної партій здобула перемогу над Лейбористської партією. 18 вересня 2013 Тоні Ебботт склав присягу як 28-й прем'єр-міністр Австралії і обіймав посаду до 15 вересня 2015 року.
Одружений, має трьох дочок.